# Саньду-Шуйський автономний повіт
25°59′19″ пн. ш. 107°52′24″ сх. д. / 25.9886° пн. ш. 107.87334° сх. д.
Саньду-Шуйський автономний повіт (кит. 三都水族自治县, пін. Sāndū Shuĭzú Zìzhìxiàn) — один із повітів КНР у складі Цяньнань-Буї-Мяоської автономної префектури, провінція Ґуйчжоу. Адміністративний центр — містечко Саньхе.

## Географія
Саньду-Шуйський автономний повіт лежить на висоті близько 400 метрів над рівнем моря на південному сході Юньнань-Гуйчжоуського плато.

### Клімат
Повіт знаходиться у зоні, котра характеризується вологим субтропічним кліматом. Найтепліший місяць — липень із середньою температурою 26,6 °C. Найхолодніший місяць — січень, із середньою температурою 7,8 °С.
| Клімат повіту Саньду-Шуй | Клімат повіту Саньду-Шуй | Клімат повіту Саньду-Шуй | Клімат повіту Саньду-Шуй | Клімат повіту Саньду-Шуй | Клімат повіту Саньду-Шуй | Клімат повіту Саньду-Шуй | Клімат повіту Саньду-Шуй | Клімат повіту Саньду-Шуй | Клімат повіту Саньду-Шуй | Клімат повіту Саньду-Шуй | Клімат повіту Саньду-Шуй | Клімат повіту Саньду-Шуй | Клімат повіту Саньду-Шуй |
| Показник                 | Січ.                     | Лют.                     | Бер.                     | Квіт.                    | Трав.                    | Черв.                    | Лип.                     | Серп.                    | Вер.                     | Жовт.                    | Лист.                    | Груд.                    | Рік                      |
| Середній максимум, °C    | 12                       | 14,4                     | 18,6                     | 24,2                     | 27,9                     | 30,1                     | 32,1                     | 32,7                     | 30                       | 24,7                     | 20,3                     | 15,2                     | 23,5                     |
| Середня температура, °C  | 7,8                      | 10                       | 13,7                     | 18,9                     | 22,5                     | 25,1                     | 26,6                     | 26,3                     | 23,6                     | 19,1                     | 14,6                     | 9,7                      | 18,2                     |
| Середній мінімум, °C     | 5,1                      | 7,2                      | 10,5                     | 15,3                     | 18,8                     | 21,7                     | 23,2                     | 22,6                     | 19,8                     | 15,9                     | 11,3                     | 6,5                      | 14,8                     |
| Норма опадів, мм         | 31.6                     | 40.1                     | 59.5                     | 111.6                    | 205                      | 266.9                    | 210.9                    | 156                      | 88.8                     | 78.6                     | 51.5                     | 25.6                     | 1326.1                   |
| Вологість повітря, %     | 78                       | 77                       | 77                       | 79                       | 80                       | 83                       | 82                       | 82                       | 80                       | 81                       | 80                       | 77                       | 79.7                     |
| ------------------------ | ------------------------ | ------------------------ | ------------------------ | ------------------------ | ------------------------ | ------------------------ | ------------------------ | ------------------------ | ------------------------ | ------------------------ | ------------------------ | ------------------------ | ------------------------ |
| Джерело: data.cma.cn     |                          |                          |                          |                          |                          |                          |                          |                          |                          |                          |                          |                          |                          |